# Laurentius
Laurentius (5. století – 507, Řím) byl v letech 498 – 506 vzdoropapežem.

## Životopis
Po smrti papeže Anastasia II. došlo k dvojí volbě papeže – většina, nespokojená s Anastasiovým probyzantským postojem, zvolila 22. listopadu 498 za nového papeže Symmacha, menšina, nakloněná Byzanci, volila Laurentia.
Oba se nechali v den volby vysvětit. Proto byl o rozhodnutí požádán král Theodorich Veliký , který rozhodl ve prospěch Symmacha.
Po třech letech vznikl spor nanovo: Symmacha zahrnuli jeho protivníci výtkami i osobními obviněními. Theodorich pověřil roku 501 prošetřením žalob synodu, jejíž rozhodnutí chtěl Symmachus uznat jen tehdy, bude-li z ní vyloučen královský vizitátor. Na to Theodorich nepřistoupil, a tak došlo v Římě ke krvavým nepokojům. Synoda pak v Symmachově nepřítomnosti rozhodla, že jako držitel apoštolského úřadu nepatří před lidský soud, protože stojí před soudem Božím. Proto byla Symmachovi vrácena všechna práva. Laurentius se vrátil roku 501 do Říma, odkud ustoupil teprve roku 506 na Theodorichův rozkaz. Zbytek svých dní strávil na jednom venkovském sídle v přísné samotě.